# Depå (racing)

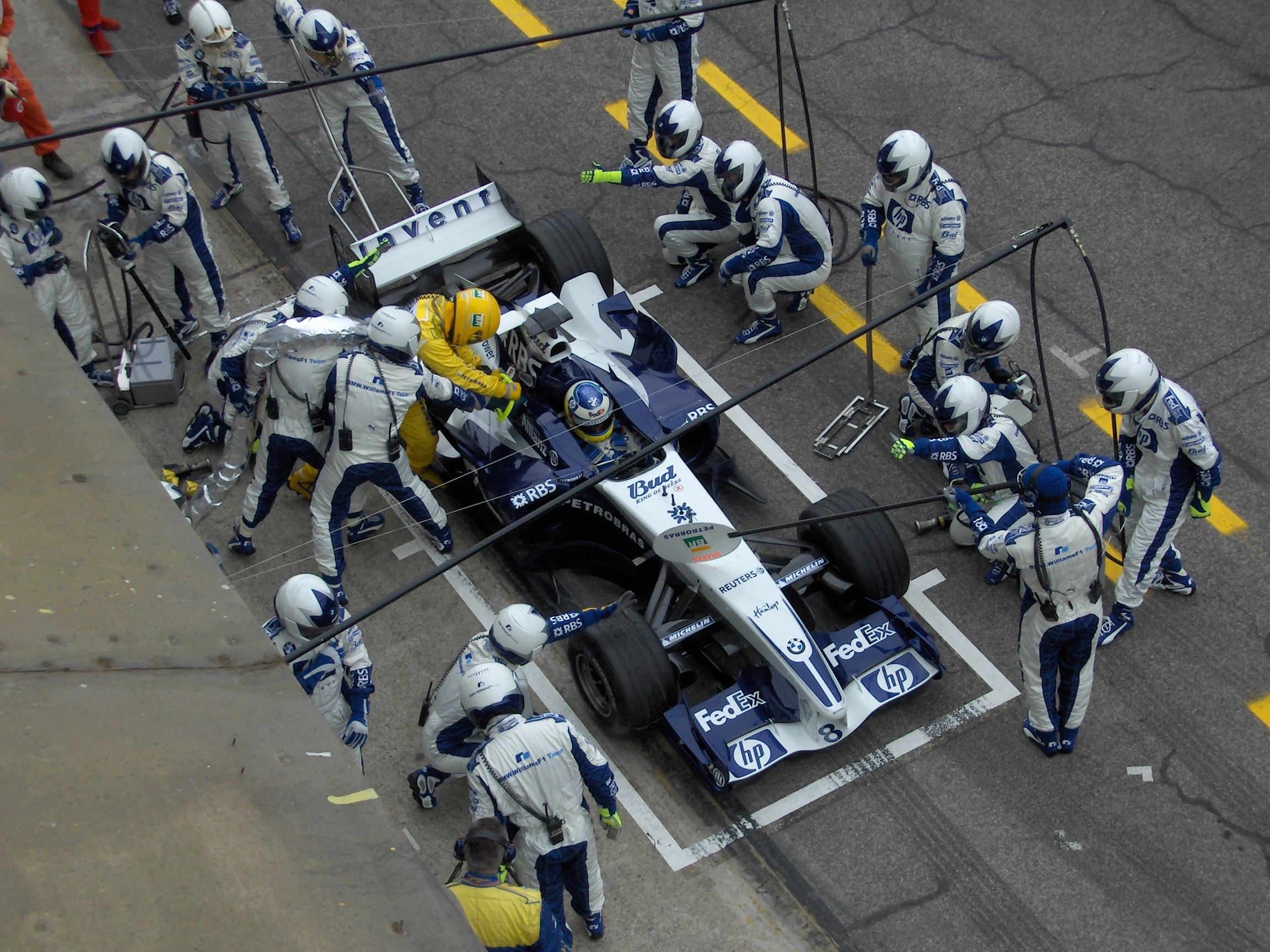
Williams F1 utför ett depåstopp för Nick Heidfeld under San Marinos Grand Prix 2005.

Depå är den plats på racerbanan, där teamen har sina garage under en tävlingshelg. I depån sker bland annat underhåll av fordon, reparationer och bränslepåfyllning. Under längre tävlingar, som i exempelvis Formel 1, utförs så kallade depåstopp under tävlingens gång. Då kan förarna köra in i depån, stanna utanför sitt depågarage och exempelvis få sina däck bytta, samt i vissa mästerskap även få bränslepåfyllning.
Förarnas team har tillgång till datorer i depån, där de kan se aktuell teknisk data som skickas från bilarna/motorcyklarna och därmed kunna lägga upp strategi för när föraren ska göra depåstopp och om något på bilen måste justeras. Teamen har även tillgång till så kallad teamradio i depån, vilken gör att teampersonalen kan konversera med föraren ute på banan.